# Coradir TITO
El TITO es un automóvil eléctrico ensamblado por la empresa argentina de electrodomésticos Coradir. Es considerado el primer auto eléctrico de origen puntano, es decir, ensamblado en la provincia de San Luis

## Historia
Argentina ya había producido autos eléctricos con anterioridad, algunos de los ejemplos más conocidos son los fabricados por la compañía cordobesa VOLT Motorso los de Sero Electric fabricados por Dadalt. El Tito planea rivalizar con dichos vehículos y entrar de lleno en el segmento de los vehículos urbanos.
Juan Manuel Baretto, presidente de Coradir, una compañía que principalmente fabrica electrodomésticos, anunció el proceso de homologación de las primeras unidades del Tito para la circulación por la vía pública.

## Datos técnicos
Funciona con un motor eléctrico asíncrono que generá una potencia nominal de 4,5 kW (6 CV) y puede alcanzar una velocidad máxima de 65 km/h. Posee llantas de 12 " y una batería de iones de litio, la cual se carga mediante un enchufe doméstico de 220 V a una frecuencia de 50 Hz (ficha 2073), el tiempo estimado de carga suele ser de 8 horas. La batería tiene una capacidad de 8 kWh y permite 2000 ciclos de carga. Tiene una autonomía homologada de 100 km y posee 4 asientos, de los cuales los traseros son abatibles. Viene con levanta vidrios eléctricos y calefacción incluida pero el aire acondicionado es opcional. 
Finalmente pueden destacar la pantalla LED HD de 10 pulgadas, la radio MP3, Bluetooth, cierre centralizado (mando a distancia) y también la cámara trasera
Posteriormente fueron lanzadas versiones con 300 km de autonomía que cuentan con una batería de 21 kWh y permiten 2000 ciclos de carga.
En octubre de 2022 fue lanzado el TITO Potenciado, más veloz ya que cuenta con un motor más potente.
En 2022, cuenta con un 67 % de integración de autopartes nacionales.
En 2023, Coradir empezó a ofrecer una opción Android Auto para el TITO.

## Variantes
Son 16:
- TITO S2 (hatchback de 3 puertas)
  - TITO S2-100: 100 km de autonomía

Diagrama de flujo para seleccionar una variante de Coradir TITO

    - TITO S2-100 AA: con aire acondicionado
- TITO S5 (hatchback de 5 puertas)
  - TITO S5-100: 100 km de autonomía
    - TITO S5-100 AA: con aire acondicionado

  - TITO S5-300: 300 km de autonomía
    - TITO S5-300 AA: con aire acondicionado

  - TITO S5P (hatchback de 5 puertas potenciado): 7,5 kW (10 CV), 95 km/h, llantas de 13 "
    - TITO S5P-100: 100 km de autonomía, con aire acondicionado
    - TITO S5P-300: 300 km de autonomía, con aire acondicionado
- TITA (camioneta de 2 puertas volcadora)
  - TITA S-100: 100 km de autonomía
    - TITA S-100 AA: con aire acondicionado

  - TITA S-300: 300 km de autonomía
    - TITA S-300 AA: con aire acondicionado
- TITA 4P CUADRILLA (camioneta de 4 puertas con caja cerrada)
  - TITA 4P CUADRILLA 100: 100 km de autonomía
    - TITA 4P CUADRILLA 100 AA: con aire acondicionado

  - TITA 4P CUADRILLA 300: 300 km de autonomía
    - TITA 4P CUADRILLA 300 AA: con aire acondicionado

## Seguridad
Cuenta con frenos de disco en las cuatro ruedas.
Según Coradir, la prohibición de circular por rutas y autopistas argentinas nunca fue válida porque se debe reglamentar mediante una ley.